# Someone to Watch Over Me (Susan Boyle)
Someone to Watch Over Me è il terzo album della cantante britannica Susan Boyle, pubblicato il 1º novembre 2011 dall'etichetta discografica Syco.

## Produzione
L'album è stato prodotto da Steve Mac e contiene classici come Enjoy the Silence dei Depeche Mode, Mad World dei Tears for Fears e canzoni inedite selezionate dalla stessa Boyle, che ha voluto creare un disco più emotivo e profondo dei precedenti. Someone to Watch Over Me prende ispirazione dalle lettere che le sono state inviate dai fan.

## Pubblicazione e promozione
| Paese       | Data             | Formati               |
| ----------- | ---------------- | --------------------- |
| Regno Unito | 31 ottobre 2011  | CD, download digitale |
| Stati Uniti | 1º novembre 2011 | CD, download digitale |

L'album è stato annunciato il 31 agosto 2011 durante la semifinale del talent show America's Got Talent, durante la quale Susan ha cantato uno dei brani dell'album, da lei definito una delle sue canzoni preferite di sempre, You Have to Be There, scritta da Benny Andersson e Bjorn Ulvaeus degli ABBA per il loro musical Kristina (1995). Dopo l'esibizione ha affermato: "Sono contentissima che il pubblico abbia apprezzato la canzone. Ho adorato l'esibizione di questa grande canzone. Ero anche un po' nervosa perché stavo presentando qualcosa di nuovo. America's Got Talent è lì dove tutto è cominciato con il mio primo album, per questo è stato fantastico tornarvi e trovare tutto quel supporto."
L'album si è piazzato alla quarta posizione della classifica statunitense vendendo 132 000 copie e alla prima di quella britannica con 72 000 copie vendute. Nella sua seconda settimana l'album è sceso alla settima posizione della classifica statunitense vendendo altre 72 000 copie, il 46% in meno rispetto alla settimana precedente e nella terza è sceso ancora alla decima vendendo 52 000 copie, un calo del 27%.

## Tracce
1. You Have to Be There (Benny Andersson, Bjorn Ulvaeus) - 3:53
2. Unchained Melody (Hy Zaret, Alex North) - 3:47
3. Enjoy the Silence (Martin Gore) - 4:11
4. Both Sides Now (Joni Mitchell) - 3:29
5. Lilac Wine (James Shelton) - 3:15
6. Mad World (Roland Orzabal) - 4:00
7. Autumn Leaves (Paolo Nutini, Jim Duguid) - 2:54
8. This Will Be the Year (Emeli Sandé, Josh Kear, Shahid Khan) - 3:53
9. Return (Steve Mac, Wayne Hector) - 2:58
10. Someone to Watch Over Me (George Gershwin, Ira Gershwin) - 1:17

Edizione giapponese
1. Ue o muite arukō (Rokusuke Ei, Hachidai Nakamura) - 4:01
2. Third Man Theme (Anton Karas) - 1:22

## Classifiche
| Classifica (2011) | Posizione massima |
| ----------------- | ----------------- |
| Australia         | 1                 |
| Belgio (Fiandre)  | 4                 |
| Belgio (Vallonia) | 39                |
| Canada            | 6                 |
| Danimarca         | 36                |
| Finlandia         | 38                |
| Francia           | 145               |
| Irlanda           | 11                |
| Norvegia          | 20                |
| Nuova Zelanda     | 2                 |
| Paesi Bassi       | 18                |
| Regno Unito       | 1                 |
| Stati Uniti       | 4                 |
| Svezia            | 9                 |
| Svizzera          | 47                |
| Ungheria          | 34                |

### Classifiche di fine anno
| Classifica (2011) | Posizione |
| ----------------- | --------- |
| Australia         | 7         |
| Belgio (Fiandre)  | 70        |
| Nuova Zelanda     | 19        |
| Stati Uniti       | 156       |